# Кэндис, Майк
Майкл Дэвид Кулл  (нем. Michael David Kull; род. 20 августа 1971 года), более известный как Майк Кэндис (фр. Mike Candys) — швейцарский диджей и продюсер хаус-музыки. Его менеджером является Мевлан Д.

## Музыкальная карьера
В 2008 году Кэндис стал широко известен в Швейцарии с песней «La Serenissima». В 2009 году он снова обрёл успех после сотрудничества с Джеком Холидэем над ремиксом песни Faithless «Insomnia», которая достигла топ-10 в различных европейских чартах синглов. Его третий сингл «People Hold On» занял четвёртое место в европейских клубных чартах 2010 года, а за ним последовал «Together Again», который помог ему получить международное признание. В 2011 году он достиг вершин чартов с «One Night in Ibiza», треком, содержащим элементы евродэнса 1990-х годов, с участием исполнительницы Эвелин Зангер и рэпера Патрика Миллера. Песня стала ответом на «Welcome to St. Tropez» швейцарского диджея Antoine и рэпера Тимати. В марте 2012 года Майк Кэндис выпустил песню «2012 (If The World Would End)», которая вошла в топ-10 хитов в немецкоязычных странах. Это его самый успешный сингл на сегодняшний день.

## Дискография

### Альбомы
| Год  | Альбом | Высшие позиции в чартах | Высшие позиции в чартах | Высшие позиции в чартах | Высшие позиции в чартах | Высшие позиции в чартах | Высшие позиции в чартах | Высшие позиции в чартах | Высшие позиции в чартах | Сертификации (sales thresholds) |
| Год  | Альбом | SWI                     | AUT                     | BEL (Vl)                | BEL (Wa)                | DEN                     | FRA                     | GER                     | NED                     | Сертификации (sales thresholds) |
| ---- | ------ | ----------------------- | ----------------------- | ----------------------- | ----------------------- | ----------------------- | ----------------------- | ----------------------- | ----------------------- | ------------------------------- |
| 2011 | Smile  | 7                       | 57                      | —                       | —                       | —                       | —                       | 84                      | —                       |                                 |

### Синглы
| Год                                                                                    | Сингл                                                                  | Высшие позиции в чартах | Высшие позиции в чартах | Высшие позиции в чартах | Высшие позиции в чартах | Высшие позиции в чартах | Высшие позиции в чартах | Высшие позиции в чартах | Высшие позиции в чартах | Сертификации (sales thresholds)     | Album          |
| Год                                                                                    | Сингл                                                                  | SWI                     | AUT                     | BEL (Fl)                | BEL (Wa)                | DEN                     | FRA                     | GER                     | NED                     | Сертификации (sales thresholds)     | Album          |
| -------------------------------------------------------------------------------------- | ---------------------------------------------------------------------- | ----------------------- | ----------------------- | ----------------------- | ----------------------- | ----------------------- | ----------------------- | ----------------------- | ----------------------- | ----------------------------------- | -------------- |
| 2011                                                                                   | «Together Again» (with Evelyn)                                         | 13                      | —                       | —                       | —                       | —                       | 95                      | —                       | —                       |                                     | Smile          |
| 2011                                                                                   | «Insomnia» (with Jack Holiday)                                         | 34                      | 41                      | 9                       | 16                      | 2                       | 15                      | 44                      | 30                      | - SUI: Platinum                     | Smile          |
| 2011                                                                                   | «One Night in Ibiza» (with Evelyn featuring Patrick Miller)            | 7                       | 13                      | —                       | 79                      | —                       | 35                      | 11                      | —                       | - SUI: Gold - GER: Gold - AUT: Gold | Smile          |
| 2011                                                                                   | «Around the World» (with Evelyn featuring David Deen)                  | 54                      | 64                      | —                       | —                       | —                       | —                       | —                       | —                       |                                     | Smile          |
| 2012                                                                                   | «Children 2012» (with Jack Holiday)                                    | —                       | —                       | 104                     | 77                      | —                       | 54                      | —                       | —                       |                                     | Smile          |
| 2012                                                                                   | «2012 (If the World Would End)» (with Evelyn featuring Patrick Miller) | 3                       | 2                       | —                       | —                       | —                       | 104                     | 3                       | —                       | - SUI: Gold - GER: Gold - AUT: Gold | Smile          |
| 2012                                                                                   | «Sunshine (Fly So High)» (featuring Sandra Wild)                       | 21                      | 20                      | —                       | —                       | —                       | —                       | 49                      | —                       |                                     | Smile          |
| 2012                                                                                   | «The Riddle Anthem» (with Jack Holiday)                                | 26                      | 29                      | —                       | 81                      | —                       | 43                      | 44                      | —                       |                                     | Smile Together |
| 2013                                                                                   | «Bring Back the Love» (with Jenson Vaughan)                            | 25                      | 72                      | —                       | —                       | —                       | —                       | 98                      | —                       |                                     | Smile Together |
| 2013                                                                                   | «Brand New Day» (with Evelyn featuring Carlprit)                       | 42                      | 68                      | —                       | —                       | —                       | —                       | —                       | —                       |                                     | Smile Together |
| 2013                                                                                   | «Everybody» (with Evelyn featuring Tony T)                             | 11                      | 14                      | —                       | —                       | —                       | —                       | 40                      | —                       |                                     |                |
| 2013                                                                                   | «Take Control» (with DJ BoBo)                                          | 6                       | 60                      | —                       | —                       | —                       | —                       | 67                      | —                       |                                     | Reloaded       |
| 2013                                                                                   | «T-Rex»                                                                | 69                      | —                       | —                       | —                       | —                       | —                       | —                       | —                       |                                     |                |
| 2014                                                                                   | «Miracles» (featuring Maury)                                           | 17                      | 68                      | —                       | —                       | —                       | —                       | —                       | —                       |                                     |                |
| 2014                                                                                   | «Anubis»                                                               | 51                      | —                       | —                       | —                       | —                       | —                       | —                       | —                       |                                     |                |
| 2015                                                                                   | «Last Man on Earth» (featuring Max C.)                                 | 22                      | —                       | —                       | —                       | —                       | —                       | —                       | —                       |                                     |                |
| 2015                                                                                   | «Paradise» (featuring U-Jean)                                          | 27                      | —                       | —                       | —                       | —                       | —                       | —                       | —                       |                                     |                |
| 2018                                                                                   | «The Riddle Anthem (Rework)» (with Jack Holiday)                       | 88                      | —                       | —                       | —                       | —                       | —                       | —                       | —                       |                                     |                |
| 2018                                                                                   | «Pump It Up»                                                           | —                       | —                       | —                       | —                       | —                       | —                       | —                       | —                       |                                     |                |
| «—» означает, что запись не попала в чарт, либо не была выпущена на данной территории. |                                                                        |                         |                         |                         |                         |                         |                         |                         |                         |                                     |                |